# Syria

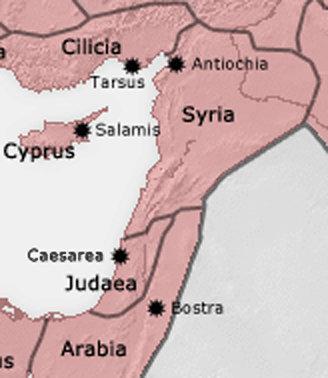
Vanaf 135 na Chr. is het hier apart getekende Judaea onderdeel van Syria.

Syria was een Romeinse provincie in de Levant van 64 v.Chr. tot 634 n.Chr.

## Geschiedenis
Dit gebied was in 64 voor Chr. het laatste restant van het ooit grote Seleucidische Rijk; in dat jaar verovert generaal Pompeius dit rijk voor de Romeinen, en sticht er de provincia Syria.

### Strijd met de Parthen
In 54 v.Chr. gaat Marcus Licinius Crassus als proconsul naar Syria. In 53 v.Chr. sneuvelt hij in de slag bij Carrhae tegen de Parthen.
In 40 v.Chr. veroveren de Parthen onder Orodes II, met hulp van de Romein Quintus Labienus uit de Republikeinse partij, Syria en Anatolië. Marcus Antonius zendt Publius Ventidius Bassus naar Asia en Syria, en die weet in 39 de Parthen weer terug te dringen tot over de Eufraat.
Van 7 tot 4 voor Chr. was Publius Quinctilius Varus gouverneur van Syria. Cassius Dio schreef over hem: "Hij kwam als een arme man in de rijkste provincia en vertrok als een rijk man uit de armste provincia."
Palmyra (= ‘stad van de palmbomen’), een oase en lange tijd bufferzone tussen Syria en de vijandige Parthen in Mesopotamia, werd rond 19 na Chr. door Germanicus Julius Caesar bij de provincia Syria ingelijfd.

### Syria-Palaestina
Keizer Publius Aelius Hadrianus trok, kort na zijn troonsbestijging in 117, de Romeinse garnizoenen terug uit Armenia en Mesopotamia; de voortdurende oorlogen aan deze grenzen van het Romeinse rijk werden hem te duur. Na de Bar Kochba-opstand (132-136) voegde hij de Romeinse provincia Judaea bij Syria.  Het geheel werd Syria-Palaestina genoemd. Jeruzalem werd omgedoopt tot Aelia Capitolina.
Tijdens de Romeins-Parthische Oorlog (161-166) veroverde Gaius Avididus Cassius, gouverneur van Syria, in 163 Edessa op de Parthen, jaagde hen terug over de Tigris en veroverde en verwoeste in 164/165 Seleucia aan de Tigris en Ctesiphon.

### Strijd met de Sassaniden
Rond 241 veroverde koning Shapur I van de Perzische Sassaniden Syria, Armenia, en steden in Mesopotamia.
Pas in 260 was Valerianus I in staat Shapur weer uit Syria te verdrijven.
Septimius Odaenathus, koning van Palmyra, verdreef de Perzen vervolgens verder uit het Romeinse grondgebied, en heroverde Mesopotamia voor de Romeinen.

### Verwoesting Palmyra
Het bondgenootschap tussen Palmyra en Rome sloeg echter om in vijandschap toen in 267 koning Odaenathus van Palmyra en zijn zoon werden vergiftigd. Koningin Zenobia, die haar man Odaenathus opvolgde en keizer Gallienus verdacht van de moord op haar man, bestreed de Romeinen tot in Egypte. Zij moest uiteindelijk het onderspit delven en het gevolg was dat het machtige Palmyra werd verwoest.

### Probus
In 276 werd Marcus Aurelius Probus gouverneur van Syria. Na de moord op keizer Marcus Claudius Tacitus datzelfde jaar riepen Probus' troepen hem uit tot keizer.

### Byzantijns naar Arabisch
Bij de splitsing van het Romeinse Rijk in 395 viel Syria aan het Byzantijnse Rijk. In 636 werd Syria door de Arabieren veroverd.